# James Bjorken
James Daniel Bjorken, detto BJ (Chicago, 22 giugno 1934 – Redwood City, 6 agosto 2024), è stato un fisico statunitense.
Putnam Fellow nel 1954, conseguì un bachelor of science in fisica al MIT nel 1956, e ottenne il PhD all'Università di Stanford nel 1959. Nell'autunno del 1962 fu visiting scholar presso l'Institute for Advanced Study.
Bjorken fu in seguito professore emerito presso lo Stanford Linear Accelerator Center e fece parte del dipartimento teorico del Fermi National Accelerator Laboratory dal 1979 al 1989.
Nel 2004 gli fu conferito il Premio Dirac. Nel 2015 ricevette il Premio Wolf per la fisica e il High Energy and Particle Physics Prize dalla European Physical Society.

## Biografia
Nel 1968 Bjorken scoprì un fenomeno, noto con il nome di scaling del cono di luce (o scaling di Bjorken), avente luogo nello scattering anelastico profondo della luce su particelle influenzate dall'interazione forte, dette adroni (come i protoni e dei neutroni): egli osservò gli adroni comportarsi come una collezione di costituenti puntiformi virtualmente indipendenti quando sondati ad alte energie.
Questa osservazione fu cruciale per identificare i quark come particelle elementari reali (piuttosto che comodi costrutti teorici), e portò alla teoria dell'interazione forte conosciuta come cromodinamica quantistica, dove fu compresa in termini della proprietà della libertà asintotica. Nella sua idea, egli visualizzò i quark come oggetti osservabili puntiformi a distanze molto piccole (alte energie), più piccole della dimensione degli adroni.
Richard Feynman riformulò successivamente questo concetto nel modello a partoni, usato per comprendere la composizione a dei quark degli adroni ad alte energie. Le previsioni dello scaling di Bjorken furono confermate negli esperimenti di elettroproduzione negli anni '60 allo SLAC, nei quali si videro per la prima volta i quark. L'idea generale, con piccole modifiche logaritmiche, venne poi spiegata in cromodinamica quantistica dalla "libertà asintotica". 
Morì a Redwood City il 6 agosto 2024 all'età di 90 anni.

## Pubblicazioni

### Libri
- J.D. Bjorken, S. Drell, Relativistic Quantum Mechanics, McGraw-Hill, 1964, ISBN 0-07-005493-2.
- J.D. Bjorken, S. Drell, Relativistic Quantum Fields, McGraw-Hill, 1965, ISBN 0-07-005494-0.

### Articoli scelti
- James D. Bjorken, Current Algebra at Small Distances (PDF), in Proceedings of the International School of Physics Enrico Fermi Course XLI, New York, Academic Press, 1967,  pp. 55-81.
- J.D. Bjorken, Asymptotic Sum Rules at Infinite Momentum, in Physical Review, vol. 179, n. 5, 1969,  pp. 1547-1553, Bibcode:1969PhRv..179.1547B, DOI:10.1103/PhysRev.179.1547.
- J.D. Bjorken, Energy Loss of Energetic Partons in Quark-Gluon Plasma: Possible Excitation of High pT Jets in Hadron-Hadron Collisions., in FERMILAB-Pub-82/59-THY, 1982.

### Lista completa di articoli
- Lista completa degli articoli, su inspirehep.net.